# Hieracium chloromaurum
Hieracium chloromaurum es una especie de planta con flor del género Hieracium, de la familia Asteraceae, orden Asterales.

## Distribución
Hieracium chloromaurum se distribuye por Noruega, Suecia, Finlandia, Polonia, Estonia y Rusia.

## Taxonomía
Fue descrita científicamente por Johanss. Fue publicada en Bot. Not. 1905: 104 (1905).